# John Cleland (écrivain)
Pour les articles homonymes, voir John Cleland.
Œuvres principales
Fanny Hill
John Cleland, né le 24 septembre 1709 à Kingston upon Thames et mort le 23 janvier 1789 dans la Cité de Westminster, est un écrivain britannique.

## Biographie
John Cleland est né en 1709 dans une famille bourgeoise et militaire. Son père est colonel, sans fortune.
Orphelin de bonne heure, il fut consul d’Angleterre à Smyrne qu’il quitta en 1736 pour entrer au service de la Compagnie des Indes orientales à Bombay. Soudainement destitué, il quitte cette société et une fonction aisée pour des raisons mal connues ; il rentre à Londres, vit oisivement et dans un certain dénuement.
Londres est alors réputée pour ses multiples maisons de plaisir, les temples d'amour.
Il fait de la prison pour dettes. C'est de la prison de la Fleet qu'il rédige "Fanny Hill", entre février 1748 et mars 1749.
Sans nom d’auteur, paraît une édition de Fanny Hill, ou Memoirs of a Woman of Pleasure written by herself (Mémoires d'une fille de joie), devenu l'un des grands classiques de la littérature érotique, à Londres en 1748-1749.
Il dira aux juges qu'il souhaitait ainsi rembourser ses créanciers.
De fait "Fanny Hill" connaît dès sa parution un succès considérable.
En 1750, Cleland est poursuivi en justice, avec son éditeur, pour l'immoralité de ce livre. Une version rectifiée paraît en 1750. Le président du tribunal, le comte de Granville, obtient de Cleland qu'il n'écrive plus de roman pornographique ni libertin, en échange d'une rente annuelle, confortable, de cent livres.
Cleland publie des pièces de théâtre. À partir de 1761, ses écrits touchent à des thèmes para-scientifiques ou linguistiques. Il tombe dans l'oubli vers 1769.
Quand il meurt, en janvier 1789, c’est un vieil écrivain de très grande notoriété, mais pauvre et désabusé. Fanny Hill, son œuvre principale, se lit alors encore sous le manteau.

## Fanny Hill

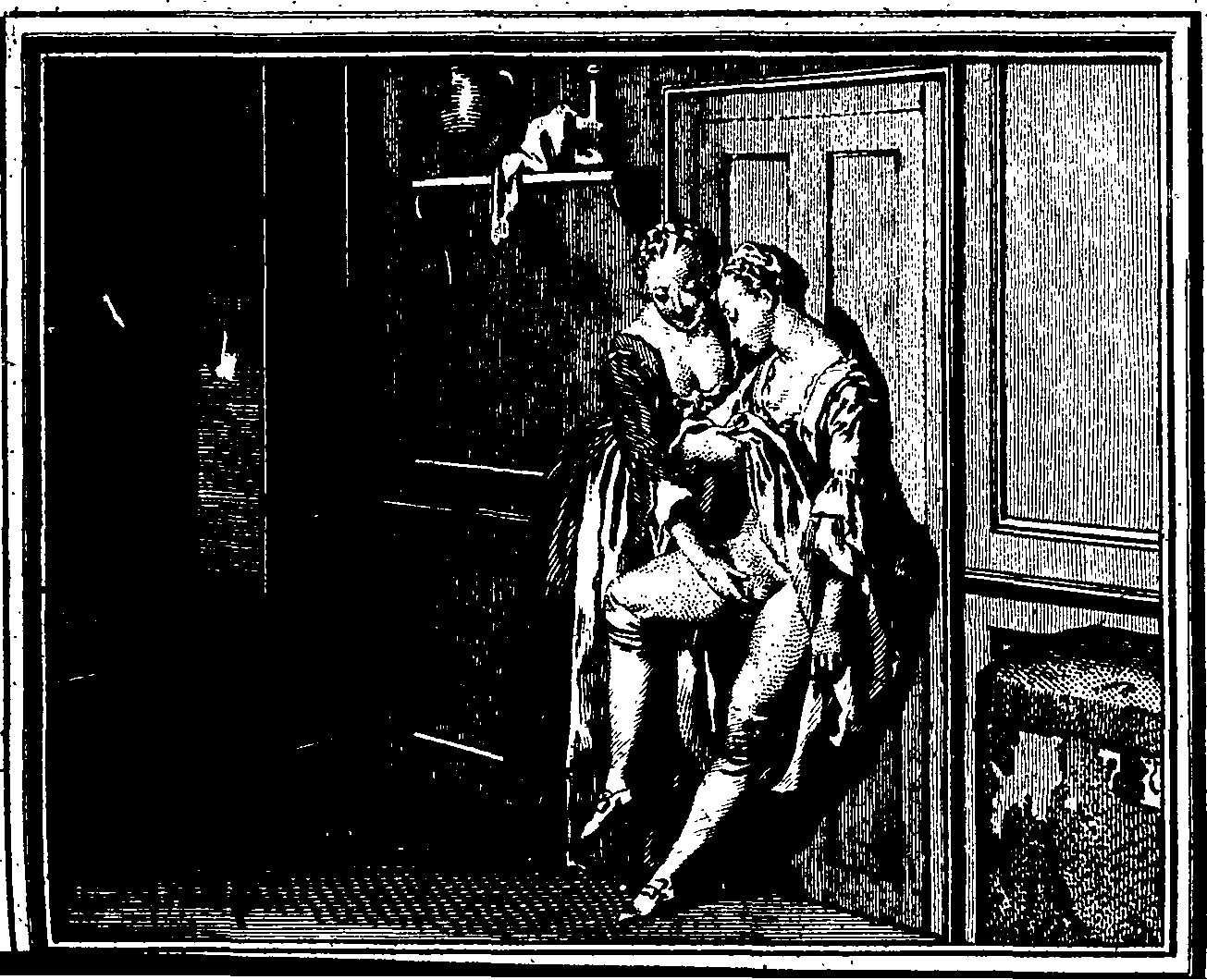
Illustration de Memoirs of a Woman of Pleasure (1766)

Fanny Hill est le livre de l’immoralité jouissive et récompensée.
Les lettres de Fanny Hill, malgré leur extrême libertinage, sont une suite d’estampes qui, comme les compositions de William Hogarth, brossent un parfait tableau des mœurs anglaises du XVIIIe siècle. La vie y est présente avec un accent de vérité incontestable. Le Londres de cette époque offrait à l’amateur de femmes toutes les ressources qu’il pouvait souhaiter : des plus crapuleuses tavernes aux plus somptueux « sérails ».
Dans une préface aux Mémoires de Fanny Hill (édition de 1914), Guillaume Apollinaire déclare qu’elle est « la sœur anglaise de Manon Lescaut, mais moins malheureuse ». À la grande différence de Manon Lescaut, il n'y a guère de complicité entre Cleland et son héroïne.
La chronique minutieuse, dans une langue délicate, diffusée sous le nom de Fanny Hill éclaire le siècle et ses amusements, d’une lumière sans complaisance.